# Box-office Italie 1955-1956
Cet article traite du box-office de la saison cinématographique 1955-1956 en Italie.

## Les 20 premiers
Les films sont classés selon les recettes réelles de la Société italienne des auteurs et éditeurs (SIAE, Società Italiana degli Autori ed Editori), fournies par les volumes Platea in piedi exprimées en lires italiennes,,. Lorsque les données SIAE pour le nombre d'entrées ne sont pas disponibles, les recettes réelles ont été divisées par le prix moyen du billet estimé à 142 lires en 1955-56.
Pour certains titres étrangers, les données SIAE ne sont pas disponibles, la position dans le classement est obtenue sur la base des données disponibles auprès du Giornale dello spettacolo,.
| Rang | Titre                              | Pays                                         | Réalisateur          | Recettes Italie (lires) | Entrées Italie |
| ---- | ---------------------------------- | -------------------------------------------- | -------------------- | ----------------------- | -------------- |
| 1    | La Colline de l'adieu              | Drapeau des États-Unis                       | Henry King           | 1 900 000 000           | 13 380 282     |
| 2    | La Belle des belles                | Drapeau de l'Italie                          | Robert Z. Leonard    | 1 825 000 000           | 12 592 231     |
| 3    | Marcelin, Pain et Vin              | Drapeau de l'Espagne                         | Ladislas Vajda       | 1 750 393 000           | 11 559 217     |
| 4    | Pain, amour, ainsi soit-il         | Drapeau de l'Italie                          | Dino Risi            | 1 126 000 000           | 7 685 153      |
| 5    | La Dernière Fois que j'ai vu Paris | Drapeau des États-Unis                       | Richard Brooks       |                         |                |
| 6    | La Grande Bagarre de don Camillo   | Drapeau de la France · Drapeau de l'Italie   | Carmine Gallone      | 974 500 000             | 6 862 676      |
| 7    | À l'est d'Éden                     | Drapeau des États-Unis                       | Elia Kazan           |                         |                |
| 8    | La Main au collet                  | Drapeau des États-Unis                       | Alfred Hitchcock     |                         |                |
| 9    | Vingt Mille Lieues sous les mers   | Drapeau des États-Unis                       | Richard Fleischer    |                         |                |
| 10   | Vera Cruz                          | Drapeau des États-Unis                       | Robert Aldrich       |                         | 5 500 000      |
| 11   | Hélène de Troie                    | Drapeau des États-Unis · Drapeau de l'Italie | Robert Wise          |                         |                |
| 12   | Cette folle jeunesse               | Drapeau de l'Italie                          | Gianni Franciolini   | 760 000 000             | 5 352 113      |
| 13   | Siamo uomini o caporali            | Drapeau de l'Italie                          | Camillo Mastrocinque | 730 000 000             | 5 140 845      |
| 14   | Par-dessus les moulins             | Drapeau de l'Italie                          | Mario Camerini       | 721 000 000             | 5 077 465      |
| 15   | Mélodie interrompue                | Drapeau des États-Unis                       | Curtis Bernhardt     |                         |                |
| 16   | L'Émeraude tragique                | Drapeau des États-Unis                       | Andrew Marton        |                         |                |
| 17   | Le Beau Brummel                    | Drapeau des États-Unis                       | Curtis Bernhardt     |                         |                |
| 18   | Venise, la Lune et toi             | Drapeau de l'Italie                          | Dino Risi            | 651 300 000             | 4 284 868      |
| 19   | Le Signe de Vénus                  | Drapeau de l'Italie                          | Dino Risi            | 506 500 000             | 3 566 901      |
| 20   | La Fille de la rizière             | Drapeau de l'Italie · Drapeau de la France   | Raffaello Matarazzo  | 475 500 000             | 3 348 592      |